# NGC 7815
NGC 7815 is een ster in het sterrenbeeld Pegasus. Het hemelobject werd op 2 oktober 1866 ontdekt door de Zweedse astronoom Herman Schultz.